# Кордонская, Мария Евтихиевна
Мария Евтихиевна Кордонская (1924—1985) — советский работник сельского хозяйства, звеньевая колхоза «Новая заря» Каменского района Молдавской ССР.

## Биография
Родилась 7 января 1924 года в селе Валя-Адынкэ Каменского района Молдавской АССР в крестьянской семье.
В 1948 году в течение всего периода сельскохозяйственных работ члены звена, возглавляемого Марией Кордонской, ежедневно выполняли по 2–3 нормы. Её табаководческое звено вырастило по 24,7 центнера табака сорта «Трапезонд» с каждого из 3 гектаров.
Занималась общественной деятельностью — избиралась депутатом Верховного Совета Молдавской ССР III созыва.
Умерла 3 сентября 1985 года на своей родине.

## Награды
- Указом Президиума Верховного Совета СССР от 24 июня 1949 года М. Е. Кордонской присвоено звание Героя Социалистического Труда с вручением ордена Ленина и Золотой медали «Серп и Молот».